# Відмова від дитини
Відмова від дитини — добровільна відмова батьків від батьківських прав та обов'язків.
Найчастіше від дітей відмовляються одинокі матері у пологовому будинку або в лікарні. На відміну від підкинутих дітей, батьки дітей, від яких відмовились, офіційно відомі. Дитина, від якої відмовились батьки, вирушає до соціальних установ або у прийомну родину.
Причиною відмови від дітей часто є їх хвороба, низький матеріальний стан батьків або соціальні негаразди, небажана вагітність.